# Kazanie św. Jana Chrzciciela
Kazanie św. Jana Chrzciciela (niderl. De prediking van Johannes de Doper) – obraz olejny niderlandzkiego malarza Pietera Bruegla.

## Opis
Tematem obrazu jest motyw zaczerpnięty z Nowego Testamentu dotyczący kazania Jana Chrzciciela obwieszczającego nadejście Jezusa Chrystusa. Poza tematem scena została ujęta zupełnie inaczej niż w dotychczasowych pracach innych malarzy. Kazanie jest wygłaszane w lesie, w tle widoczne są góry i kościół, a słuchaczami jest prosty lud. Po strojach zebranych można przypuszczać, iż malarz umieścił akcję we współczesnych mu czasach w Niderlandach. Bruegel przedstawił dodatkowo aktualną sytuację polityczną. W okresie panowania księcia Alby i wojsk hiszpańskich, niekatolikom nie wolno było oficjalnie praktykować swojej religii przez co gromadzili się w sekretnych miejscach. Jednym z nich była polana w lesie. Takie praktyki były bliskie anabaptystom, którzy swoje nauki opierali na kazaniach Jana Chrzciciela, lecz w okresie terroru, protestanccy kaznodzieje stosowali podobne zwyczaje głosząc swoje tezy na świeżym powietrzu. Bruegel w miejsce kaznodziei wstawił Jana, a ten lewą ręką wskazuje na stojącego po prawej stronie Jezusa, widocznego dzięki jasnemu ubraniu.
Po prawej stronie, na górze za kobietą w białej chuście, malarz umieścił prawdopodobnie swój autoportret. Postać brodatego mężczyzny czasem pojawia się w dziełach Bruegla (np. w Drodze krzyżowej), ale sam mistrz nigdy nie gloryfikował swojej osoby i nie namalował typowego autoportretu. Mało widoczne brodate postacie były jedynie świadkami wydarzeń stojącymi na uboczu. Według Feliksa Timmemansa taka postawa wynikała z wrodzonej skromności, niezdecydowania i nieumiejętności opowiedzenia się po którejś ze stron czy to w kwestii politycznej, religijnej czy uczuciowej.

## Odniesienia
Obraz był inspiracją dla utworu Jacka Kaczmarskiego „Przepowiednia Jana Chrzciciela” jako opis czasów niepokoju i nieprzewidywalnych przemian.